# Исламабад
Исламабад (на урду: اسلام آباد) е столицата на Пакистан. Населението на града е 910 000 души. На няколко километра от града е разположен Равалпинди, с който образуват градска агломерация.

## Разположение
Градът се намира в северозападните покрайнини на Хималаите, на Потохарското плато. Надморската височина е около 500 м. На запад от града тече река Инд. Климатът в района е субтропичен със средни зимни температури от 13 °C и летни 28 °C.

## Население
Официалният език на близо милионното население, а и в цял Пакистан е урду. В ежедневния живот обаче масово се използва панджаби, който е роден за над 60% от населението (докато урду е роден език за едва 8%). Религията на 97% от жителите на столицата е ислям (75% сунити).

## История
Исламабад е строен специално с цел да стане столица. Решение за това се взима през 1959 г. и през следващото десетилетие тук кипи мащабна строителна дейност. Главен консултант и проектант на града е гръцкият архитект Доксиадис. Столицата официално се премества тук от Карачи през 1969 г.

## Климат
Климатът в Исламабад е влажен субтропичен с пет сезона: зима (ноември-февруари), пролет (март и април), лято (май и юни), летен мусон (юли и август) и есен (септември и октомври). Най-горещият месец е юни, със средна температура над 38 °C.
Количеството на валежите е най-високо през юли, а температурите са най-ниски през януари. През зимата често се наблюдава образуване на гъсти мъгли сутринта. Средните температураи варират от 13 °C през януари до 38 °C през юни. Най-високата измерена температура е 46.6 °C, а най-ниската измерена е -6 °C. Не са рядкост обилните валежи. През 2001 година са измерени рекордните 620 мм валежи за 10 часа.
| Климатични данни за Исламабад         | Климатични данни за Исламабад | Климатични данни за Исламабад | Климатични данни за Исламабад | Климатични данни за Исламабад | Климатични данни за Исламабад | Климатични данни за Исламабад | Климатични данни за Исламабад | Климатични данни за Исламабад | Климатични данни за Исламабад | Климатични данни за Исламабад | Климатични данни за Исламабад | Климатични данни за Исламабад | Климатични данни за Исламабад |
| Месеци                                | яну.                          | фев.                          | март                          | апр.                          | май                           | юни                           | юли                           | авг.                          | сеп.                          | окт.                          | ное.                          | дек.                          | Годишно                       |
| Абсолютни максимални температури (°C) | 26,1                          | 30,0                          | 34,0                          | 40,6                          | 45,6                          | 46,0                          | 44,4                          | 42,0                          | 38,1                          | 36,7                          | 32,2                          | 27,2                          | 46                            |
| Средни максимални температури (°C)    | 17,1                          | 19,1                          | 23,9                          | 30,1                          | 35,3                          | 38,7                          | 35,0                          | 33,4                          | 33,5                          | 30,9                          | 25,4                          | 19,7                          | 28,5                          |
| Средни температури (°C)               | 10,1                          | 12,1                          | 16,9                          | 22,6                          | 27,5                          | 31,2                          | 29,7                          | 28,5                          | 27,0                          | 22,4                          | 16,5                          | 11,6                          | 21,34                         |
| Средни минимални температури (°C)     | 2,6                           | 5,1                           | 9,9                           | 15,0                          | 19,7                          | 23,7                          | 24,3                          | 23,5                          | 20,6                          | 13,9                          | 7,5                           | 3,4                           | 14,1                          |
| Абсолютни минимални температури (°C)  | −3,9                          | −2                            | −0,3                          | 6,1                           | 11,0                          | 15,0                          | 17,8                          | 17,0                          | 13,3                          | 5,7                           | −0,6                          | −2,8                          | −3,9                          |
| Средни месечни валежи (mm)            | 56,1                          | 73,5                          | 89,8                          | 61,8                          | 39,2                          | 62,2                          | 267,0                         | 309,9                         | 98,2                          | 29,3                          | 17,8                          | 37,3                          | 1421                          |
| ------------------------------------- | ----------------------------- | ----------------------------- | ----------------------------- | ----------------------------- | ----------------------------- | ----------------------------- | ----------------------------- | ----------------------------- | ----------------------------- | ----------------------------- | ----------------------------- | ----------------------------- | ----------------------------- |
| Източник: HKO                         |                               |                               |                               |                               |                               |                               |                               |                               |                               |                               |                               |                               |                               |

## Побратимени градове
- Аман, Йордания
- Анкара, Турция
- Пекин, Китай